# Sabbeh
Sabbeh (persiska: سبه) är en ort i Iran.   Den ligger i provinsen Khorasan, i den nordöstra delen av landet, 600 km öster om huvudstaden Teheran. Sabbeh ligger 1 635 meter över havet och antalet invånare är 409.
Terrängen runt Sabbeh är platt åt nordväst, men åt sydost är den kuperad. Terrängen runt Sabbeh sluttar norrut.Runt Sabbeh är det ganska glesbefolkat, med 29 invånare per kvadratkilometer. Närmaste större samhälle är Kāsf, 18,4 km söder om Sabbeh. Trakten runt Sabbeh är ofruktbar med lite eller ingen växtlighet.